# Ashanti (film, 1979)
Pour les articles homonymes, voir Ashanti.
Pour plus de détails, voir Fiche technique et Distribution.

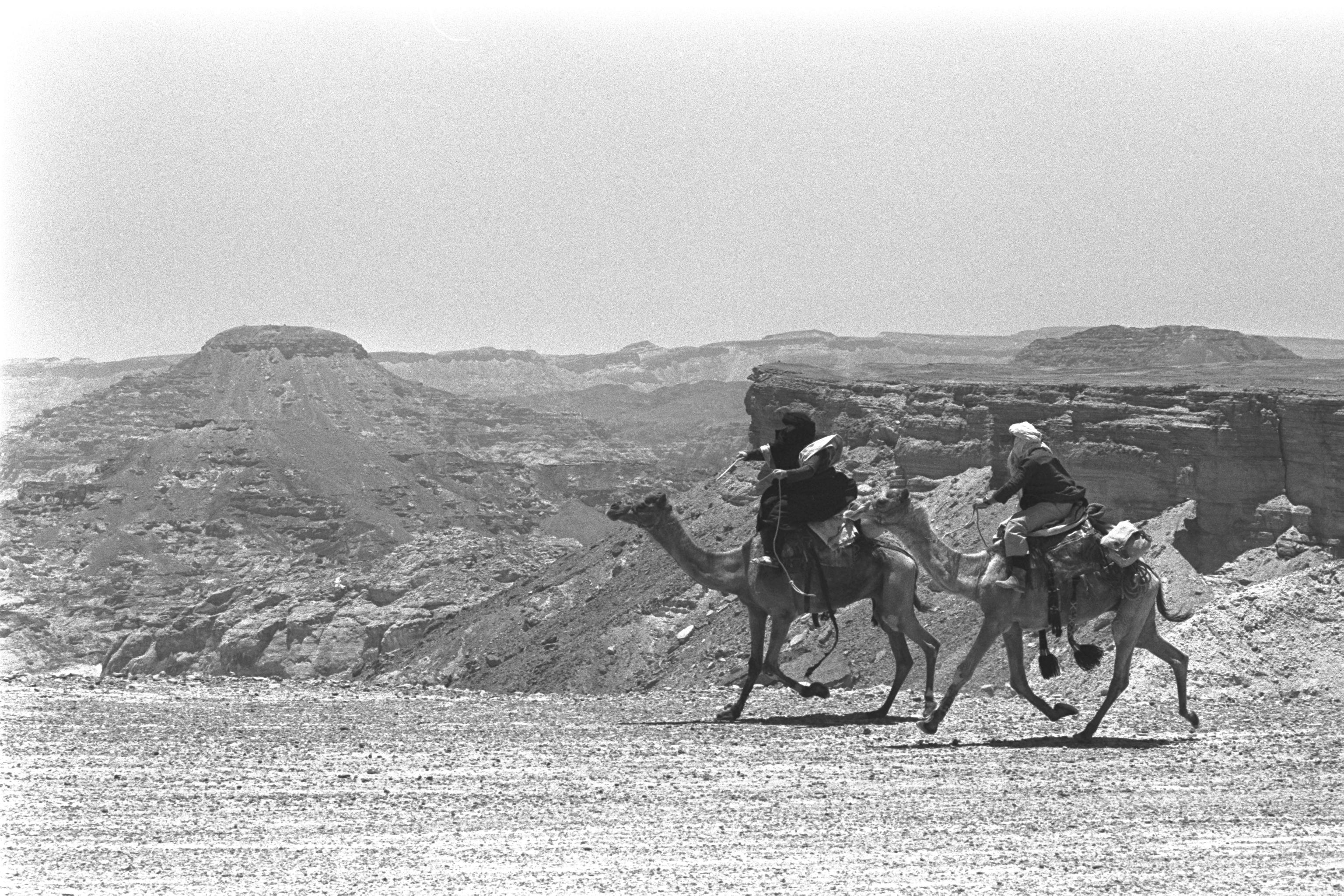
Chameliers dans le désert Néguev près d'Eilat. Figurants sur le tournage du film « Ashanti ».

Ashanti est un film américain réalisé par Richard Fleischer, sorti en 1979.

## Synopsis
David et Anansa Linderby sont en Afrique dans le cadre d'une mission de l'OMS. Ils visitent un village où se déroule une campagne de vaccination. Alors que David prend quelques photos, Anansa, partie nager seule, est enlevée. Des rumeurs circulent, affirmant qu'elle serait victime d'un trafic de femmes : un certain Suleiman chercherait à la vendre au prince Hassan. David se tourne alors vers les autorités, mais face à leur déni du phénomène d'esclavagisme, se résout à mener seul les recherches.

## Fiche technique
- Titre : Ashanti
- Réalisation : Richard Fleischer
- Scénario : Stephen Geller
- Photographie : Aldo Tonti
- Musique : Michael Melvoin
- Pays de production : États-Unis
- Format : Couleurs - 2,35:1 - Mono
- Genre : action
- Durée : 118 minutes
- Date de sortie : 1979

## Distribution
- Michael Caine (VF : Gabriel Cattand) : Dr David Linderby
- Peter Ustinov (VF : Roger Carel) : Suleiman
- Kabir Bedi (VF : Georges Aminel) : Malik
- Beverly Johnson (VF : Brigitte Morisan) : Dr Anansa Linderby
- Omar Sharif (VF : Jacques Thebault) : Prince Hassan
- Rex Harrison (VF : Jean-Claude Michel) : Brian Walker
- William Holden (VF : Jean Martinelli) : Jim Sandell
- Zia Mohyeddin (VF : Serge Lhorca) : Djamil
- Winston Ntshona : Ansok
- Jean-Luc Bideau : Marcel
- Marne Maitland (VF : Claude Joseph) : Chef Touareg
- Eric Pohlmann : Zeda El-Kabir
- Johnny Sekka (VF : Jean Roche) : Capitaine Bradford

## Accueil
Le film a reçu la note de 2,5/5 sur AllMovie.